# Milnerton
Milnerton ist ein Stadtteil (main place) der City of Cape Town Metropolitan Municipality in der südafrikanischen Provinz Westkap (Western Cape). Er liegt nördlich der Kernstadt Kapstadt.

## Geographie
Milnerton liegt rund elf Kilometer nördlich des Kapstädter Zentrums am Atlantischen Ozean an der Tafelbucht. 2011 hatte es 95.630 Einwohner. Die Lagune Milnerton Lagoon wird durch den Fluss Diep River gebildet. Die durch die Lagune gebildete Halbinsel Woodbridge Island ist durch eine 1901 errichtete und 120 Meter lange Holzkonstruktionsbrücke mit dem Stadtteil verbunden, die seit 1987 zum Nationalen Kulturerbe erklärt wurde, jedoch wegen Baufälligkeit zweimal gesperrt war. Nach einer grundhaften Sanierung wurde sie 2019 für den Fußgänger- und Fahrradverkehr wieder freigegeben. Auf Woodbridge Island steht seit 1960 der 21 Meter hohe Leuchtturm Milnerton Lighthouse. Vom Strand aus sieht man den Tafelberg. Nördlich liegen unter anderem die Stadtteile Table View und Bloubergstrand. Nordwestlich liegt im Atlantik Robben Island.
| Robben Island Atlantischer Ozean | Table View, Bloubergstrand Table Bay Nature Reserve | Montague Gardens, Richwood         |
| Atlantischer Ozean               | Kompassrose, die auf Nachbargemeinden zeigt         | Sanddrift, Summer Greens, Edgemead |
| Atlantischer Ozean               | Ysterplaat AFB, Brooklyn                            | Windermere                         |

## Geschichte
1897 wurde Milnerton gegründet und nach dem damaligen Hochkommissar des Südlichen Afrika und Gouverneur der Kapkolonie, Lord Alfred Milner, benannt. Nach anderen Angaben wurde der Ort 1902 auf der Farm Biesjeskraal gegründet. Mit dem Anschluss an das Eisenbahnnetz im Jahr 1904 durch die Milnerton Railway erlebte der Ort einen Aufschwung; 1954 wurde die Strecke stillgelegt. Von 1955 bis 1996 bildete Milnerton eine eigene Gemeinde, die unter anderem Table View umfasste.

## Wirtschaft und Verkehr

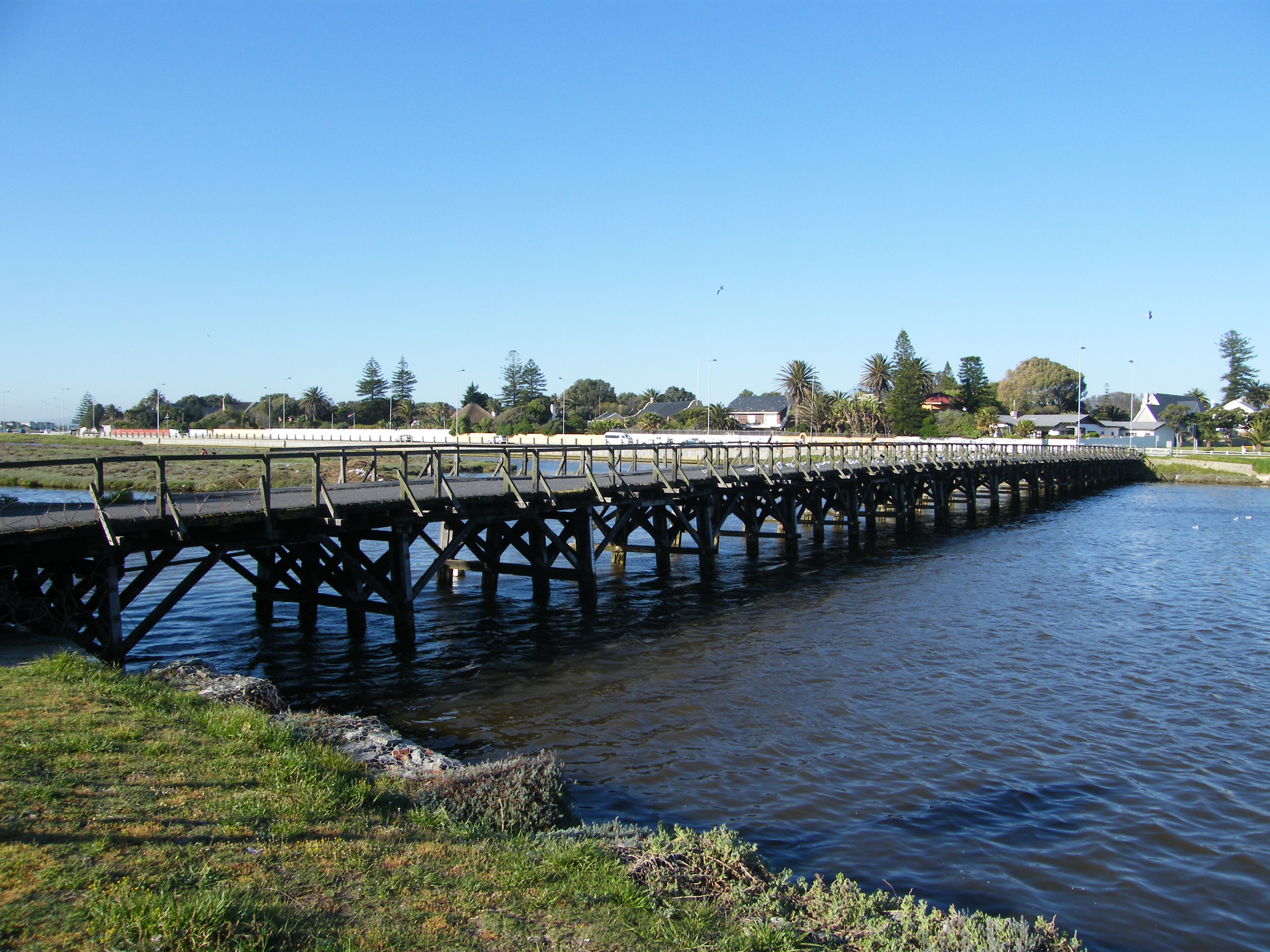
Holzbrücke mit Woodbridge Island

Der Haupterwerbszweig ist der Tourismus; außerdem ist Milnerton als Wohnort beliebt.
Die Fernstraße R27 verläuft parallel zur Küste durch Milnerton von Kapstadt im Süden nach Velddrif im Norden. Die Motorways M5 und M8 führen ebenfalls durch Milnerton.
Auf dem Killarney Motor Racing Circuit werden Autorennen ausgetragen.

## Persönlichkeiten
- Laura Wolvaardt (* 1999), Cricketspielerin